# معاهدة بودابست
معاهدة بودابست بشأن الاعتراف الدولي بإيداع الكائنات الدقيقة لأغراض الإجراءات الخاصة بالبراءات أو معاهدة بودابست هي معاهدة دولية وقعت في بودابست عاصمة المجر في 28 أبريل 1977. دخلت حيز النفاذ في 9 أغسطس 1980 وتم تعديلها فيما بعد في 26 سبتمبر 1980. تدير هذه المعاهدة المنظمة العالمية للملكية الفكرية.
اعتبارا من عام 2014 أصبحت 79 دولة طرفا في معاهدة بودابست. الانضمام إلى المعاهدة مفتوح للدول الأطراف في اتفاقية باريس لحماية الملكية الصناعية لعام 1883. المنظمة الدولية للملكية الصناعية والإقليمية الأفريقية والمنظمة الأوروبية الآسيوية للبراءات والمنظمة الأوروبية للبراءات قد قدمتا إعلانا بقبولهما بموجب المادة 9 (1) (أ) من المعاهدة.
تسمح المعاهدة «بإيداع الكائنات الحية الدقيقة في سلطة الإيداع الدولية التي لا بد من الاعتراف بها لأغراض الإجراءات الخاصة بالبراءات». عادة من أجل تلبية الشرط القانوني من كفاية الإفصاح فإن طلبات براءات الاختراع يجب أن تكشف في وصفها للموضوع الاختراع بطريقة واضحة وكاملة بما فيه الكفاية ليتم تنفيذها من قبل الأشخاص المهرة في الفن. عندما ينطوي الاختراع على الكائنات الحية الدقيقة لتمكين أطراف ثالثة للقيام بها وعادة ما يكون مستحيلا. هذا هو السبب في حالة معينة من الاختراعات التي تنطوي على الكائنات الحية الدقيقة يجب أن يتم إيداع المواد البيولوجية في مؤسسة معترف بها. معاهدة بودابست تضمن أن مقدم الطلب سيحصل على براءة اختراع ولا يحتاج لإيداع المواد البيولوجية في جميع البلدان حيث أنه / انها تريد الحصول على براءة اختراع. يحتاج مقدم الطلب فقط لإيداع المواد البيولوجية في مؤسسة واحدة معترف بها وسيتم التعرف على هذه الودائع في جميع البلدان العضوة في معاهدة بودابست.

## سلطة الإيداع الدولية
الودائع في سلطة الإيداع الدولية وفقا لقواعد المعاهدة في أو قبل تاريخ إيداع طلب البراءة كاملة. تحدد المادة 7 من معاهدة بودابست المتطلبات اللازمة لإقامة منشأة لتصبح سلطة الإيداع الدولية. اعتبارا من 1 مارس 2008 كان هناك 37 في حوالي 20 دولة حول العالم. الودائع في سلطة الإيداع الدولية.

## الموضوع المودع
قبلت المؤسسة الدولية لتنمية الودائع للمواد البيولوجية التي لا تدخل ضمن التفسير الحرفي ل«الكائنات الحية الدقيقة». المعاهدة لا تعرف ما هو المقصود ب«الكائنات الحية الدقيقة».
مجموعة من المواد قادرة على أن تودع في إطار معاهدة بودابست تشمل:
- الخلايا على سبيل المثال البكتيريا والفطريات وخطوط الخلايا حقيقية النواة وجراثيم النبات.
- الناقلات الوراثية (مثل البلازميدات أو ناقلات عاثية أو الفيروسات) التي تحتوي على الجينات أو الحمض النووي شظايا.
- الكائنات الحية المستخدمة في التعبير عن الجينات (صنع البروتين من دي إن أيه).

هناك أنواع عديدة من أنظمة التعبير: البكتيرية والخميرة والفيروسية والنبات أو الخلية الحيوانية.
- الخميرة والطحالب والبروتوزوا والخلايا حقيقية النواة وخطوط الخلايا والهجينة والفيروسات وخلايا الأنسجة النباتية والجراثيم والمضيفين تحتوي على مواد مثل ناقلات وعضيات الخلية والبلازميدات والجينات والكروموسومات.
- تنقية الأحماض النووية.
- ودائع من المواد التي لا يمكن تصنيفها بسهولة كما الكائنات الحية الدقيقة مثل العارية أو البلازميدات.